# Castello di Villandry
Il castello di Villandry /vilɑ̃ˈdʁi/ è situato a Villandry, dipartimento Indre e Loira, Francia.
Restaurato nel 1906 da Joachim Carvallo (1869-1936) e da sua moglie Ann Coleman, il castello è conosciuto per i suoi sei giardini: il maniero domina un orto decorativo, un giardino d'ornamento con piante in alti bossi, un giardino d'acqua di tipo classico, un giardino del sole creato nel 2008, il labirinto di pergole e un giardino di semplice ispirazione medievale. Nel 2010 è stato aggiunto un campo da tennis. L'insieme del castello, dei giardini e del parco sono inscritti nel patrimonio mondiale dell'UNESCO.

## Storia
Fu in questa fortezza che ebbe luogo, il 4 luglio 1189 « la Pace di Colombiers » (nome originario di Villandry nel Medioevo), durante il quale Enrico II Plantageneto, re d'Inghilterra, davanti Filippo Augusto, Questa pace segnerà una tappa essenziale della monarchia capetingia sui grandi feudatari, al primo posto i Plantageneti, il cui immenso dominio francese comprendeva la Normandia, la Bretagna, il Maine, La Turenna, l'Angiò, il Poitou e l'Aquitania.
Nel XIV secolo, il castello divenne successivamente proprietà della famiglia di Craon, poi quella di Chabot. Nel 1532 è acquistato da Giovanni il Bretone, che rase al suolo una vecchia fortezza del XII secolo, di cui ci restano oggi che le fondamenta e il maniero, al fine di costruire l'attuale castello. Il castello di Villandry, completato verso il 1536, è l'ultimo dei grandi castelli che furono costruiti nella Loria all'epoca del Rinascimento : fu costruito da un ministro di Francesco I.
I discendenti di Giovanni il bretone conservarono Villandry fino al 1754, anno in cui Louis-Henri d'Aubigné, "marchese di Villandry, Savonnières, Cornuson, maresciallo di campo e dell'esercito del re, luogotenente generale della città, castello e siniscalco di Saumur, Saumurois e Alto-Anjou", vendette la proprietà al conte Michel Ange di Castellane, brigadiere dell'esercito del re, ambasciatore alla Porta ottomana, discendente di una delle più antiche e illustri famiglie della Provenza.

## I giardini rinascimentali
Il castello di Villandry (château de Villandry) è contornato dai celebri giardini alla francese rinascimentali, che offrono un magnifico esempio di arte topiaria costituito dalla complessità del disegno delle siepi, un vero e proprio labirinto. I giardini che svolgono anche funzione di orto composto da tre giardini differenti: un giardino di carciofi, uno di sedano, uno di insalata e di altre verdure.
I disegni ottenuti con la vegetazione simboleggiano i diversi tipi di amore: tenero, passionale, capriccioso, tragico.

Château de Villandry
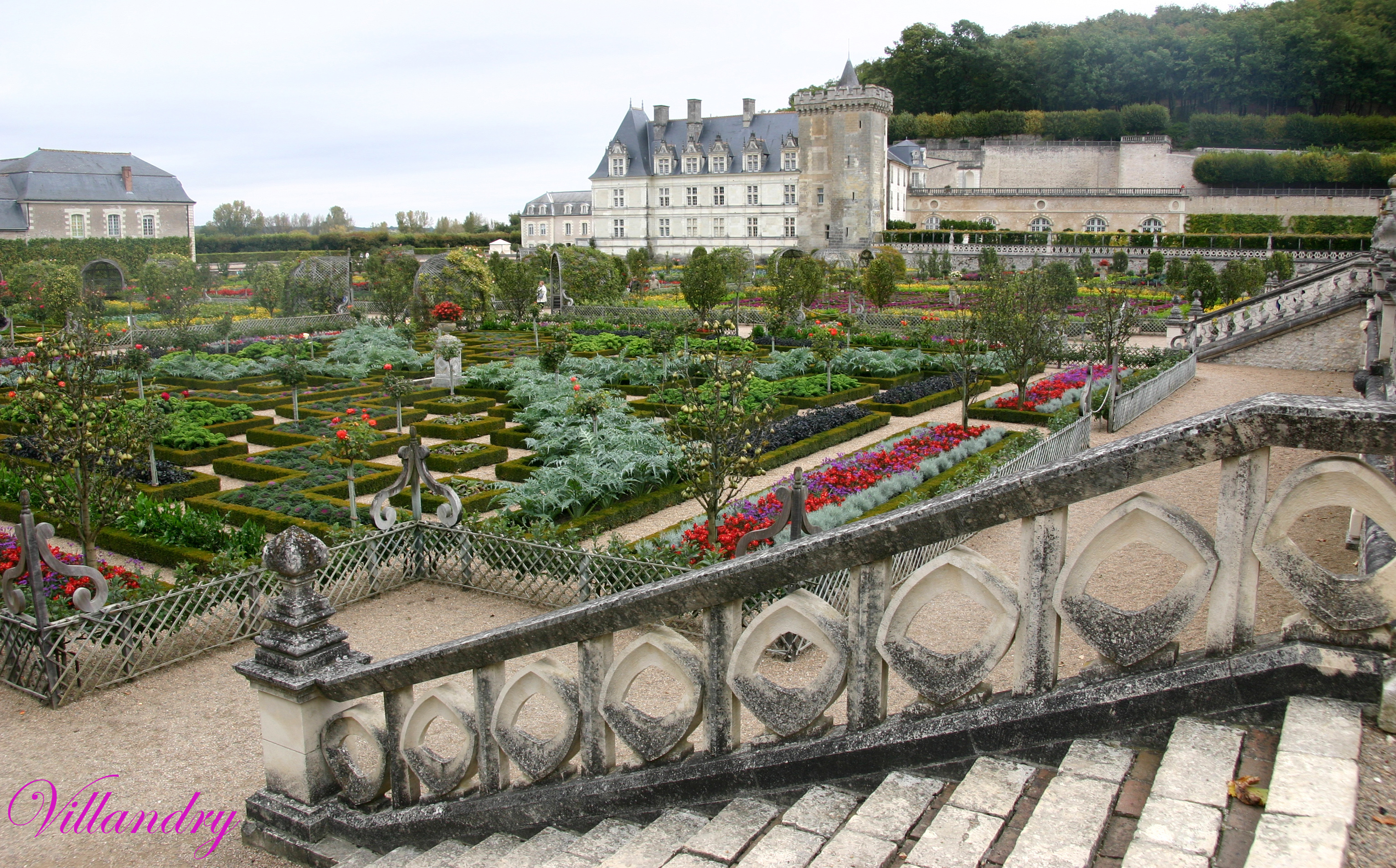
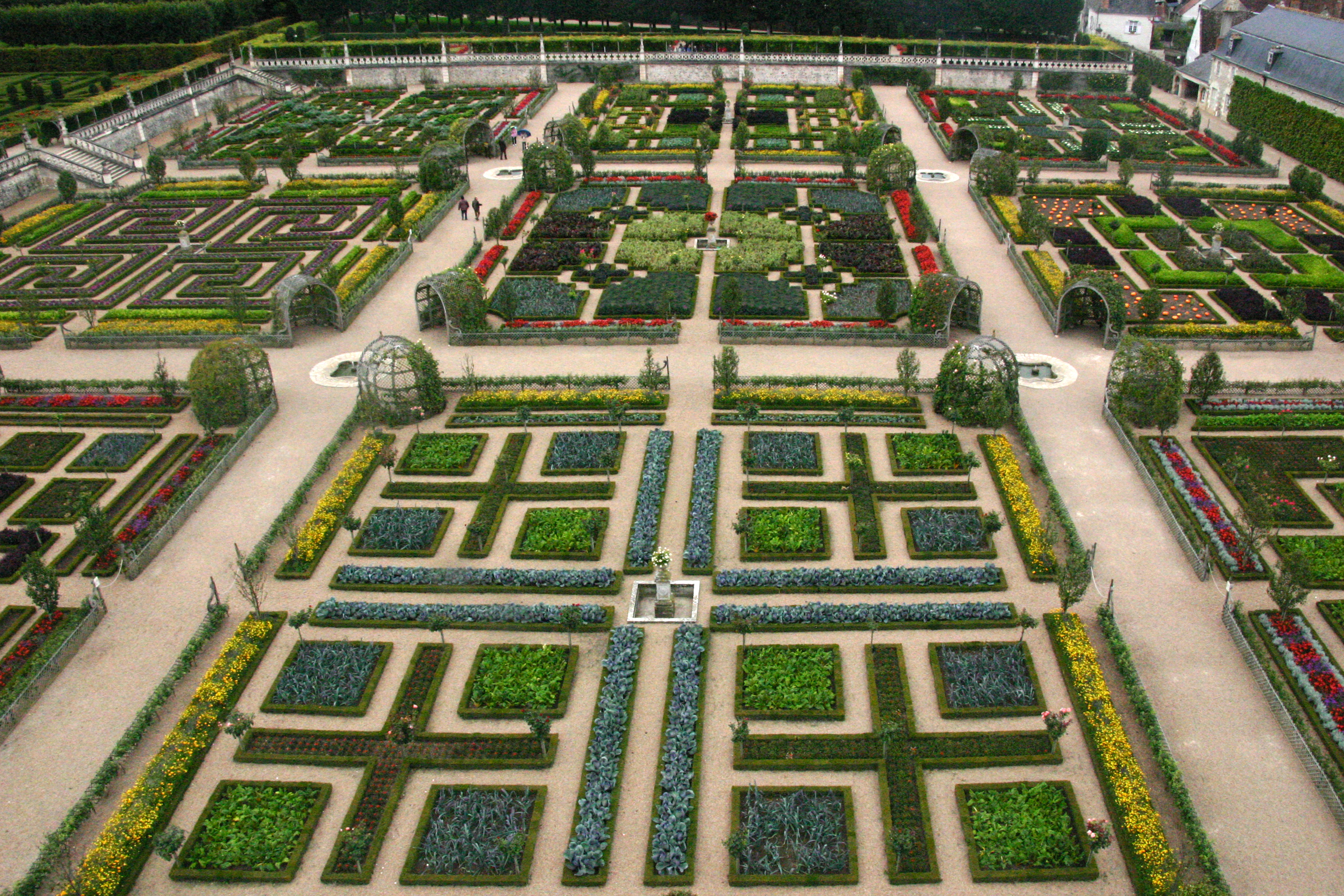
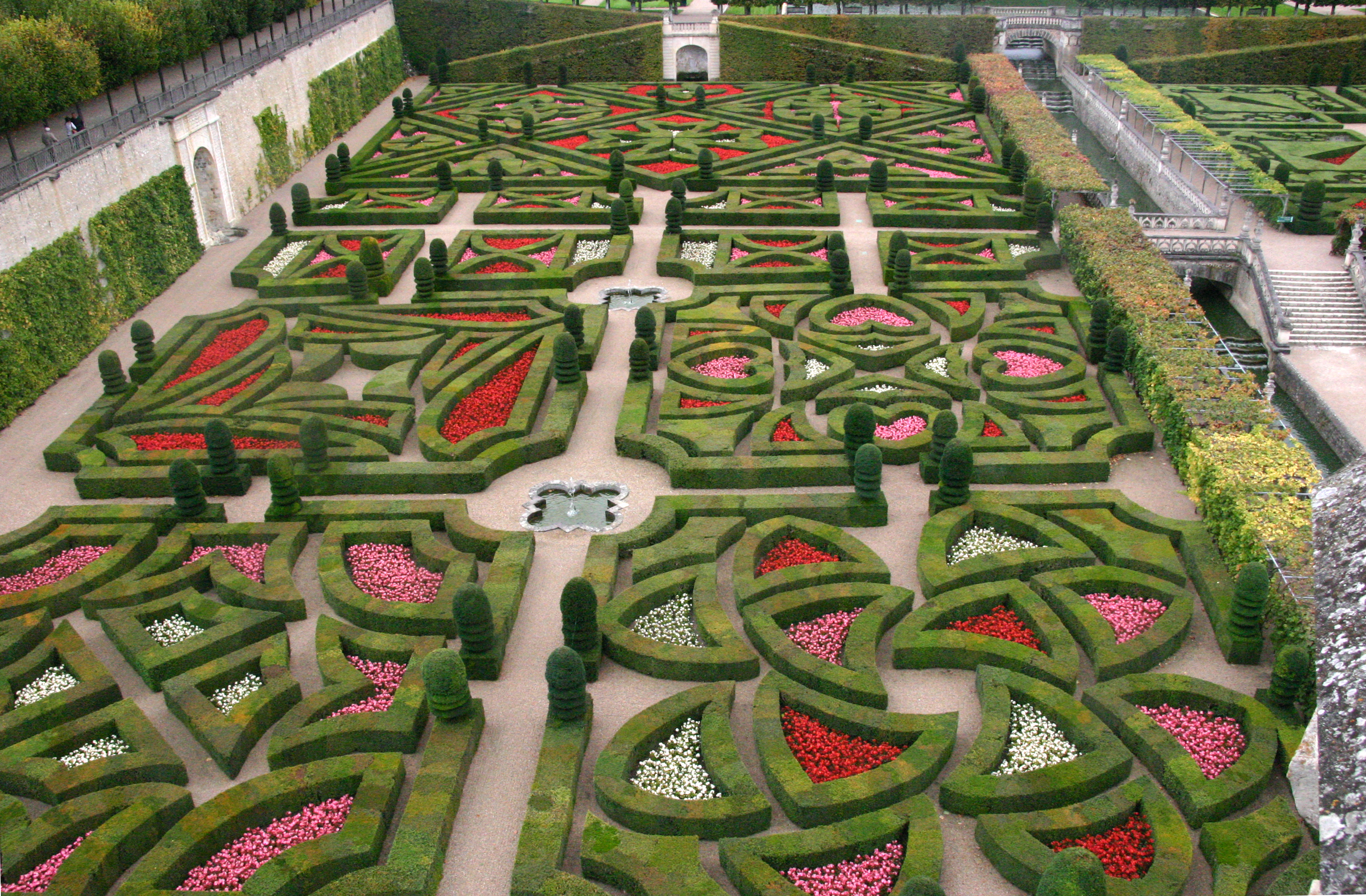
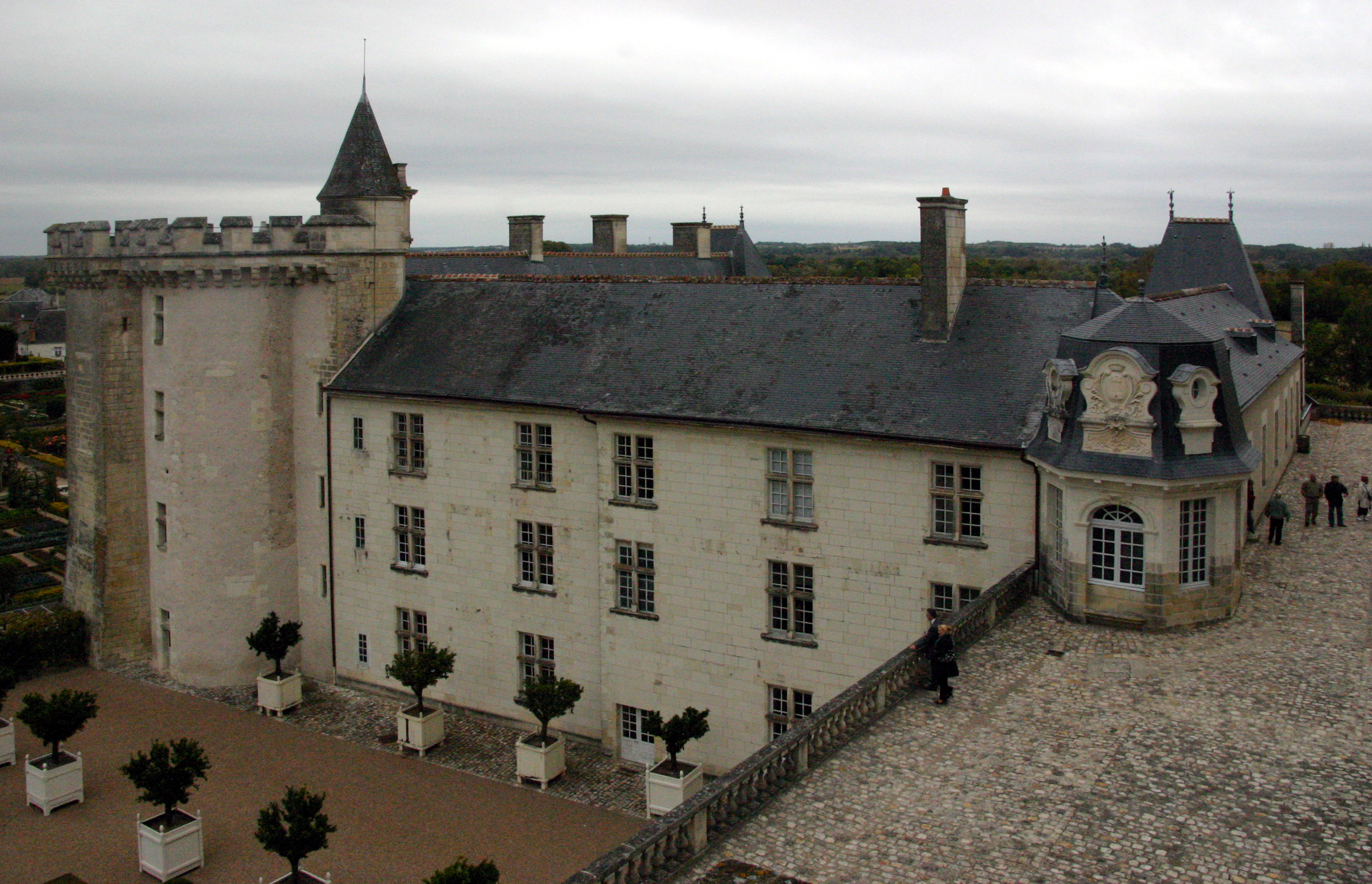
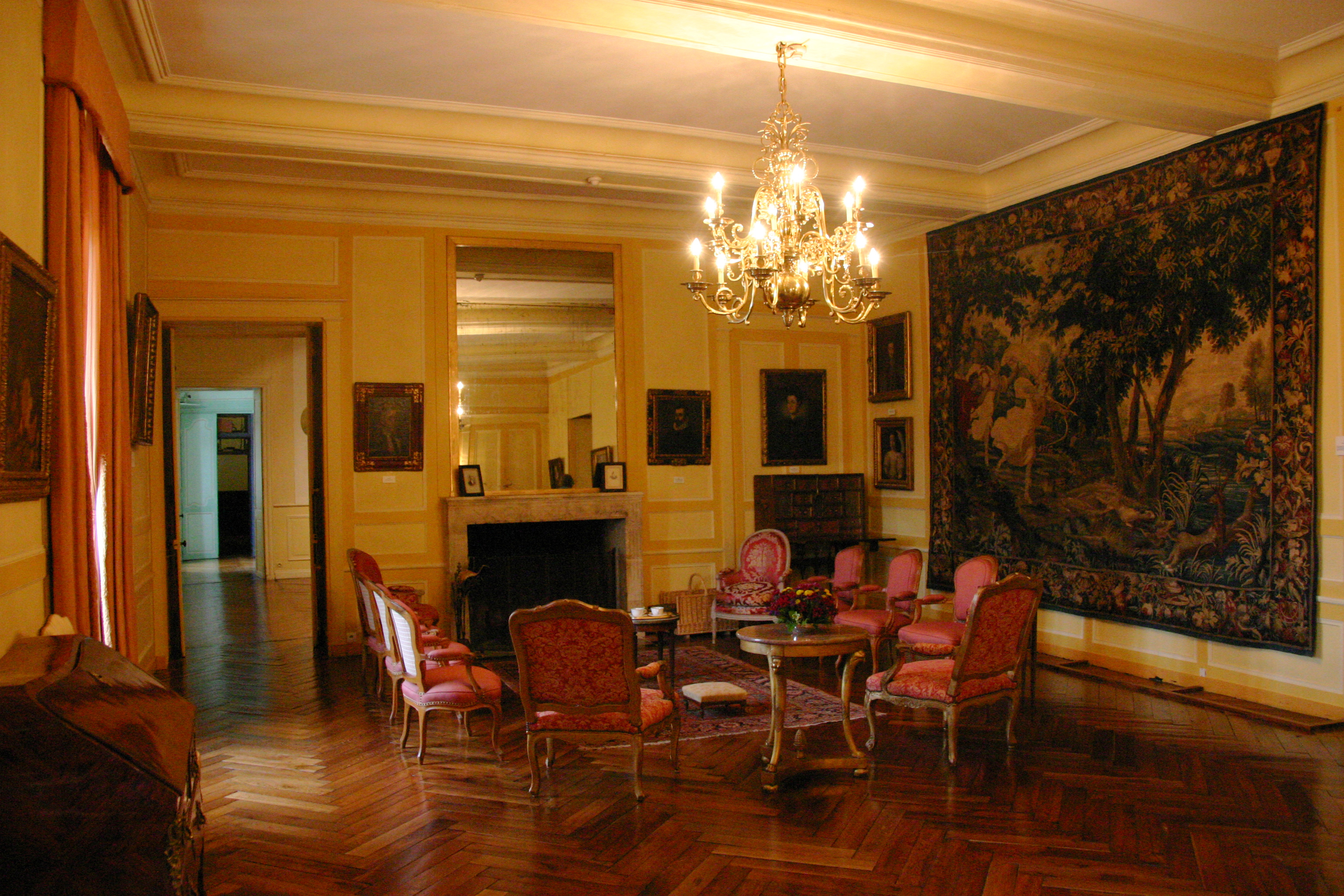
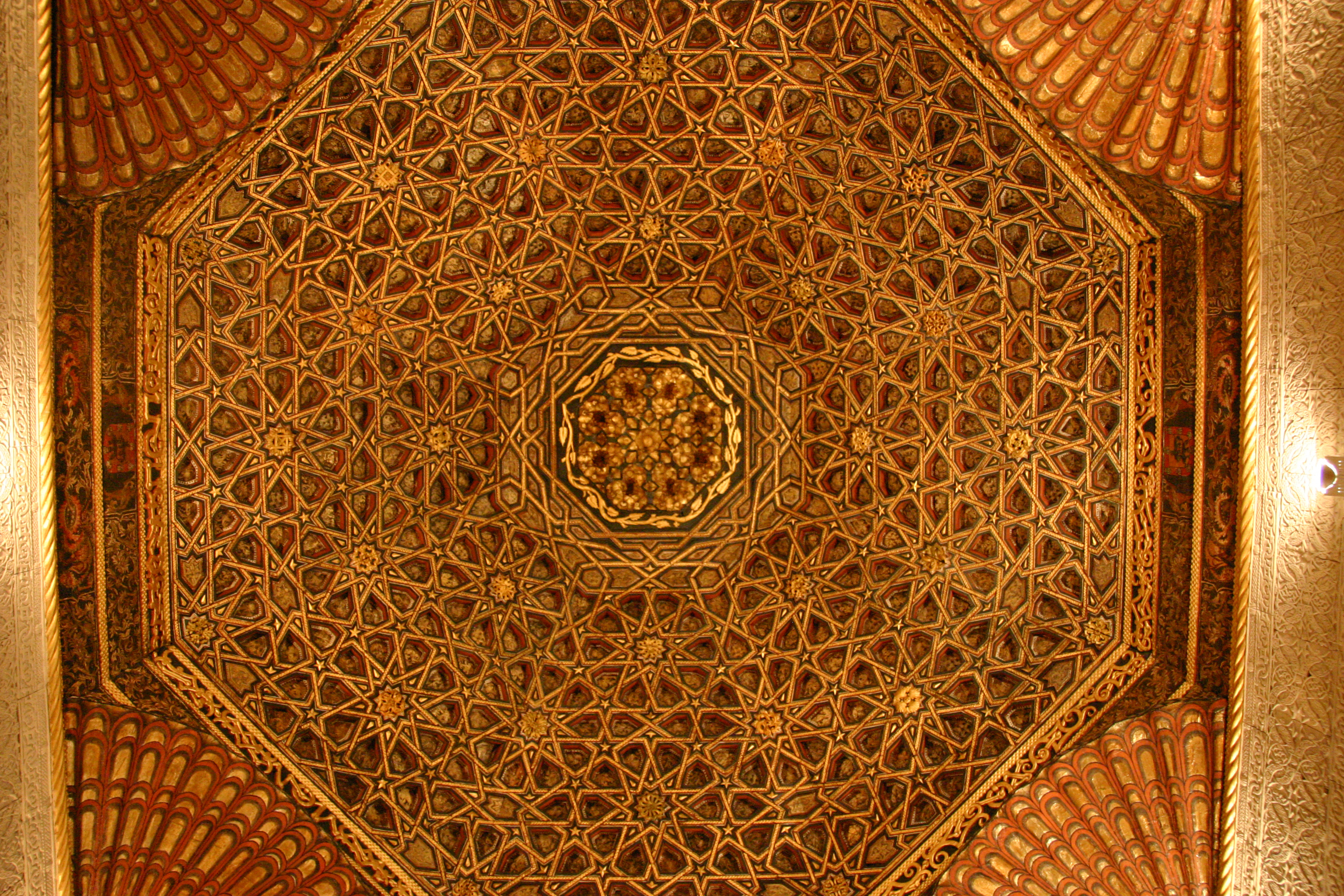